# Liban na Letnich Igrzyskach Olimpijskich 1984
Liban na Letnich Igrzyskach Olimpijskich 1984 reprezentowało 22 zawodników (21 mężczyzn i 1 kobieta). Nie zdobyli oni żadnego medalu na tych igrzyskach. Był to dziewiąty start reprezentacji Libanu na letnich igrzyskach olimpijskich.